# Schlösschen Weiler

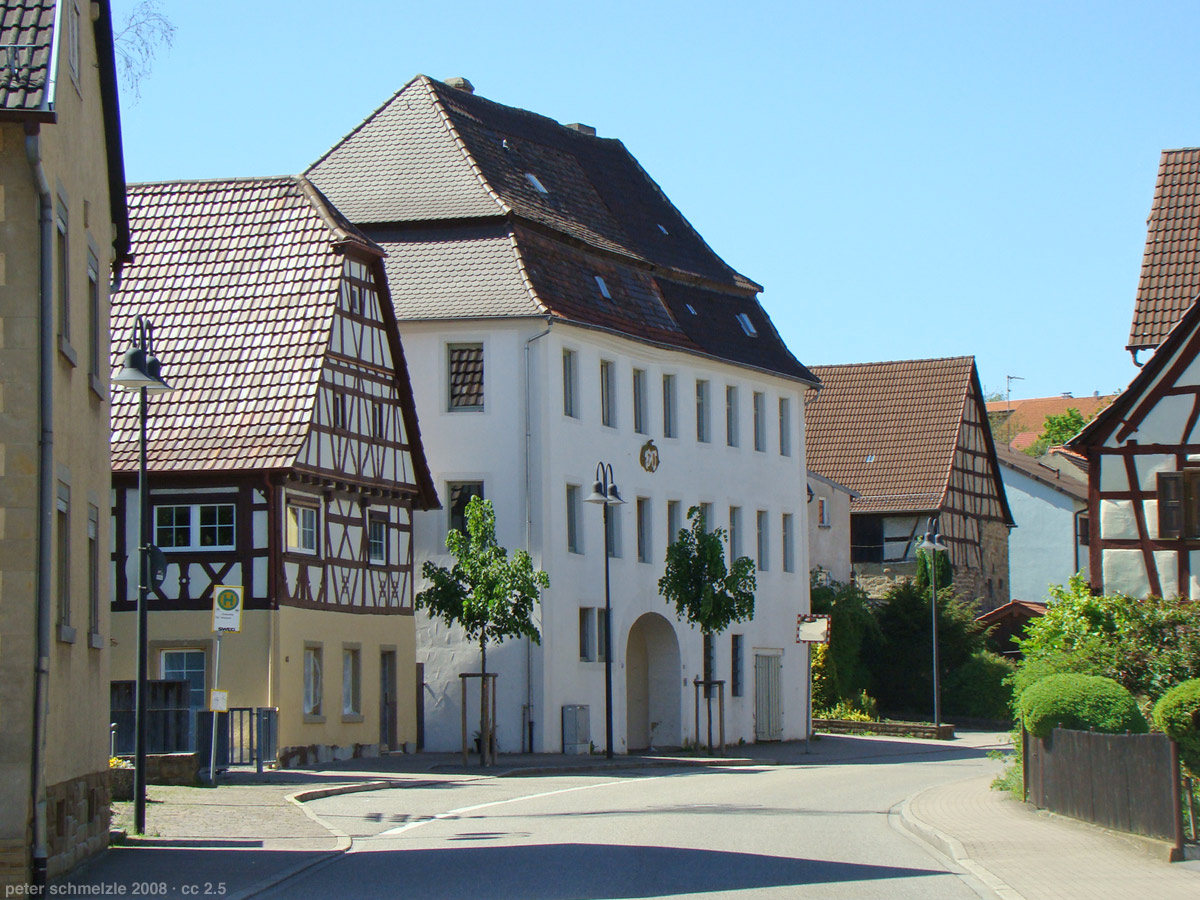
Schlösschen in Weiler (Bildmitte)

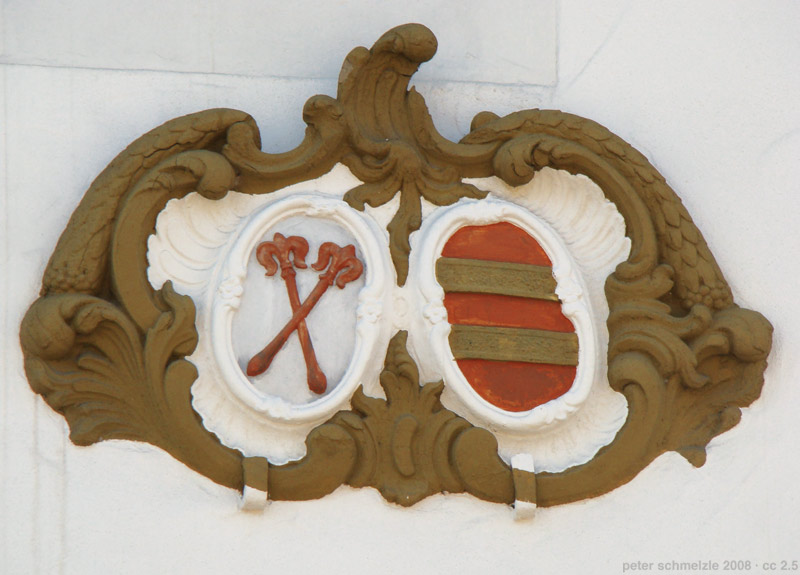
Allianzwappen an der Fassade

Das Schlösschen in Weiler, einem Stadtteil von Sinsheim im Rhein-Neckar-Kreis (Baden-Württemberg), wurde Ende des 18. Jahrhunderts errichtet.

## Geschichte
An der Hauptstraße des Ortes steht dieser dreigeschossige Putzbau mit acht Achsen und einem Mansarddach. Er diente als Amtshaus der Herren von Venningen, als diese die Burg Steinsberg aufgegeben hatten. Über der rundbogigen Einfahrt befindet sich auf Höhe des zweiten Geschosses das Allianzwappen der Erbauer, Carl Philipp von Venningen (1728–1797) und Maria Anna von Hutten zu Stolzenberg († 1781).